# Jeffrén Suárez
Pour les articles homonymes, voir Suárez.
Jeffrén Suárez Bermúdez, appelé le plus souvent Jeffrén, né le 20 janvier 1988 à Ciudad Bolivar au Venezuela, est un footballeur international vénézuélien. Il joue au poste d'ailier et est connu pour ses qualités techniques et de dribbleur.

## Carrière
Né au Venezuela, Jeffrén part vivre avec sa famille aux îles Canaries alors qu'il est à peine âgé d'un an. C'est dans le club de CD Tenerife qu'il fait ses premiers pas comme footballeur avant de rejoindre La Masía, le centre de formation du FC Barcelone.
Le 25 octobre 2006, Jeffrén fait sa première apparition en équipe première, dès l'âge de 18 ans, en Coupe d'Espagne contre le CF Badalona, en remplaçant Javier Saviola à la 83e minute.
Pep Guardiola fait débuter Jeffrén en Primera División le 17 mai 2009 face au RCD Majorque.
Le 19 décembre 2009, Jeffrén a joué une partie de la finale de la Coupe du monde des clubs remportée 2 à 1 par Barcelone face aux Argentins d'Estudiantes. 
Le 3 avril 2010, Jeffrén inscrit le premier but de sa carrière en Liga à l'occasion du match Barcelone-Athletic Bilbao.
Jeffrén marque le cinquième but lors de la victoire par 5 à 0 du FC Barcelone sur le Real Madrid le 29 novembre 2010.
Le 1er août 2011, il signe au Sporting Portugal pour 5 saisons, le transfert est d'environ 3,75 millions d'euros. Jeffrén portera le numéro 17 du maillot du Sporting CP lors de la saison 2011-2012 pour sa première au Portugal et sous les couleurs du Sporting Club de Portugal. Après des débuts prometteurs lors de la première journée de championnat contre Olhanense, Jeffrén va connaître une première saison compliquée au Sporting en raison de blessures à répétition qui ont grandement perturbé sa saison. Le rayon de soleil de sa saison fut lors de la réception du V. Guimarães, lors d'un énième retour de blessure, où il entra seulement pour les dix dernières minutes, mais suffisant pour inscrire deux superbes buts. Quelques jours plus tard, il se signala par une bonne entrée sur la pelouse de Manchester City, aidant son équipe à ramener une qualification historique.
Le 1er février 2014, il est transféré au Real Valladolid.
En 2015, il rejoint les Belges du KAS Eupen.
En juillet 2017, il signe avec le club suisse du Grasshopper de Zurich.
En janvier 2019, il signe avec le club chypriote du AEK Larnaca.

## Statistiques
| Saison    | Club              | Pays          | Championnat        | Coupes nationales | Coupes d’Europe  | Autres          |
| --------- | ----------------- | ------------- | ------------------ | ----------------- | ---------------- | --------------- |
| 2006-2007 | FC Barcelone      | Liga          | 0 match / 0 but    | 1 match / 0 but   | 0 match / 0 but  |                 |
| 2007-2008 | FC Barcelone      | Liga          | 0 match / 0 but    | 0 match / 0 but   | 0 match / 0 but  |                 |
| 2008-2009 | FC Barcelone      | Liga          | 2 matchs / 0 but   | 0 match / 0 but   | 0 match / 0 but  |                 |
| 2009-2010 | FC Barcelone      | Liga          | 12 matchs / 2 buts | 2 matchs / 0 but  | 2 matchs / 0 but | 2 match / 0 but |
| 2010-2011 | FC Barcelone      | Liga          | 8 matchs / 1 but   | 3 matchs / 0 but  | 2 matchs / 0 but |                 |
| 2011-2012 | Sporting Portugal | Liga Sagres   | 11 matchs / 3 buts | 3 matchs / 0 but  | 4 matchs / 0 but |                 |
| 2012-2013 | Sporting Portugal | Liga Sagres   | 13 matchs / 2 buts | 4 matchs          | 4 matchs         |                 |
| 2013-2014 | Real Valladolid   | Liga BBVA     | 11 matchs / 0 but  | -                 | -                |                 |
| 2014-2015 | Real Valladolid   | Liga Adelante | 1 match / 0 but    | -                 | -                |                 |

Statistiques mises à jour le 29 août 2014

## Palmarès

### Avec leFC Barcelone
- Ligue des Champions : 2011
- Coupe du monde des clubs de la FIFA : 2009
- Championnat d'Espagne (3) : 2009, 2010 et 2011
- Supercoupe d'Espagne (2) : 2009 et 2010
- Coupe du Roi (1) : 
  - Vainqueur : 2009
  - Finaliste : 2011

### Avec l'Espagne
- Championnat d'Europe moins de 19 ans en 2006
- Championnat d'Europe Espoirs en 2011